# Alsophila autumnata
Alsophila autumnata là một loài bướm đêm trong họ Geometridae.